# الوقيع (حزم العدين)

تعديل مصدري - تعديل

الوقيع محلة تابعة لقرية العقبة، التابعة لعزلة الشعاور بمديرية حزم العدين إحدى مديريات محافظة إب في الجمهورية اليمنية، بلغ تعداد سكانها 24 حسب تعداد اليمن لعام 2004.